# Grodzisko (województwo mazowieckie)
Grodzisko – wieś w Polsce położona w województwie mazowieckim, w powiecie białobrzeskim, w gminie Stara Błotnica.
Wieś wchodzi w skład sołectwa Grodzisko - Trąbki.
W latach 1975–1998 miejscowość administracyjnie należała do województwa radomskiego.
Wierni kościoła rzymskokatolickiego należą do parafii św. Józefa w Starym Goździe.